# Coelorhachis edithae
Coelorhachis edithae är en stekelart som beskrevs av Ian D. Gauld 1997. Coelorhachis edithae ingår i släktet Coelorhachis och familjen brokparasitsteklar. Inga underarter finns listade i Catalogue of Life.